# Elimination Chamber 2020
Elimination Chamber (2020) was een professioneel worstel-pay-per-view (PPV) en WWE Network evenement dat georganiseerd werd door WWE voor hun Raw en SmackDown brands. Het was de 10e editie van Elimination Chamber en vond plaats op 8 maart 2020 in het Wells Fargo Center in Philadelphia, Pennsylvania.

## Matches
| Nr. | Match | Winnaar(s)                                  | Opmerkingen | Bron  |
| --- | --- | ------------------------------------------- | --- | ----- |
| 1p  | The Viking Raiders (Erik & Ivar) vs. Curt Hawkins & Zack Ryder | The Viking Raiders                          | TagTeam match. | [ 2 ] |
| 2   | Daniel Bryan vs. Drew Gulak | Daniel Bryan                                | Eén-op-één match. Bryan won door technical submission.                                                                                   | [ 2 ] |
| 3   | Andrade (c) (met Zelina Vega) vs. Humberto Carrillo | Andrade                                     | Eén-op-één match voor het WWE U.S. Championship.                                                                                         | [ 2 ] |
| 4   | The Miz & John Morrison (c) vs. The New Day (Big E & Kofi Kingston), The Usos (Jimmy & Jey Uso) vs. Heavy Machinery (Otis & Tucker) vs. Lucha House Party (Gran Metalik & Lince Dorado) vs. Dolph Ziggler & Robert Roode | The Miz & John Morrison                     | Elimination Chamber match voor het WWE SmackDown Tag Team Championship.                                                                  | [ 2 ] |
| 5   | Aleister Black vs. AJ Styles (met Luke Gallows & Karl Anderson) | Aleister Black                              | No Disqualification match. | [ 2 ] |
| 6   | The Street Profits (Angelo Dawkins & Montez Ford) (c) vs. Seth Rollins & Murphy | The Street Profits                          | Tag Team match voor het WWE Raw Tag Team Championship.                                                                                   | [ 2 ] |
| 7   | Sami Zayn, Shinsuke Nakamura en Cesaro vs. Braun Strowman (c) | Sami Zayn (nc), Shinsuke Nakamura en Cesaro | 3-on-1 Handicap match voor het WWE Intercontinental Championship. Zayn had een pinfall op Strowman, waardoor Zayn het kampioenschap won. | [ 2 ] |
| 8   | Shayna Baszler vs. Natalya vs. Liv Morgan vs. Asuka vs. Ruby Riott vs. Sarah Logan | Shayna Baszler                              | Elimination Chamber match voor een WWE Raw Women's Championship match op WrestleMania 36.                                                | [ 2 ] |